# Mac Wilkins
Malcolm Maurice "Mac" Wilkins (Eugene, Oregon, 15 de novembro de 1950) é um antigo atleta norte-americano que competiu principalmente na modalidade de lançamento do disco. Foi recordista mundial desta modalidade entre 1976 e 1978.

## Carreira desportiva
Wilkins começou a treinar na sua cidade natal de Eugene, sob o comando técnico do treinador Bill Bowerman. Porém, foi só em 1976, com 25 anos de idade, que apareceu na ribalta do atletismo internacional e logo para se sagrar campeão olímpico nos Jogos de Montréal. Antes disso, no dia 24 de abril de 1976, arrebatou o recorde mundial, ao arremessar o disco a 69.18 metros, mais 10 cm que o seu compatriota John Powell. Uma semana mais tarde faria uma impressionante série em que bateu, por três vezes no mesmo dia, o seu próprio recorde mundial, fixando-o sucessivamente em 69.80 m, 70.24 m e 70.86 m.
Em 1980 estabeleceu a sua melhor marca de sempre - 70.98 m -, mas o boicote às Olimpíadas de Moscovo desse ano impediu-o de tentar uma nova medalha que provavelmente estaria ao seu alcance. Contudo, quatro anos mais tarde, teve a oportunidade de alcançar a medalha de prata nos Jogos de Los Angeles, sendo apenas batido pelo alemão Rolf Danneberg. Já no final da sua carreira, teve ainda lugar na final dos Jogos de Seul, onde não foi além da quinta posição.
Foi sete vezes campeão norte-americano de lançamento do disco nos anos de 1973, 1976, 1977, 1978, 1979, 1980 e 1988.
Atualmente Wilkins é treinador na Universidade de Concordia, em Portland, é consultor técnico do programa de élite da USA Track & Field para lançadores de disco e é ainda diretor da Academia de Lançadores do Oregon, em Portland.

## Feitos alcançados

### Melhores marcas pessoais
Mac Wilkins competiu em todas as modalidades olímpicas de lançamentos, tendo obtido os seguintes recordes pessoais:
| Prova                 | Data               | Local                  | Marca   |
| --------------------- | ------------------ | ---------------------- | ------- |
| Lançamento do disco   | 9 de julho de 1980 | Helsínquia, Finlândia  | 70.98 m |
| Lançamento do peso    | 5 de junho de 1976 | Eugene, Estados Unidos | 20.64 m |
| Lançamento do dardo   |                    |                        | 78.44 m |
| Lançamento do martelo |                    |                        | 63.67 m |

### Recordes obtidos

#### Recordes mundiais
- 69.18 m - 24 de abril de 1976 - Walnut, Estados Unidos
- 69.80 m - 1 de maio de 1976 - San José, CA, Estados Unidos
- 70.24 m - 1 de maio de 1976 - San José, CA, Estados Unidos
- 70.86 m - 1 de maio de 1976 - San José, CA, Estados Unidos

#### Recordes norte-americanos
- 69.18 m - 24 de abril de 1976 - Walnut, Estados Unidos
- 69.80 m - 1 de maio de 1976 - San José, CA, Estados Unidos
- 70.24 m - 1 de maio de 1976 - San José, CA, Estados Unidos
- 70.86 m - 1 de maio de 1976 - San José, CA, Estados Unidos
- 70.98 m - 9 de julho de 1980 - Helsínquia, Finlândia

### Palmarés
| Ano  | Evento                    | Local                          | Marca   | Posição | Observações      |
| ---- | ------------------------- | ------------------------------ | ------- | ------- | ---------------- |
| 1976 | XXI Jogos Olímpicos       | Montréal, Canadá               | 67.50 m | 1º      | Medalha de Ouro  |
| 1977 | I Taça do Mundo           | Düsseldorf, Alemanha Ocidental | 66.64 m | 2º      |                  |
| 1979 | VIII Jogos Pan-Americanos | San Juan, Porto Rico           | 63.30 m | 1º      | Medalha de Ouro  |
| 1979 | II Taça do Mundo          | Montréal, Canadá               | 64.92 m | 2º      |                  |
| 1983 | I Campeonatos Mundiais    | Helsínquia, Finlândia          | 61.46 m | 10º     |                  |
| 1984 | XXIII Jogos Olímpicos     | Los Angeles, Estados Unidos    | 66.30 m | 2º      | Medalha de Prata |
| 1988 | XXIV Jogos Olímpicos      | Seul, Coreia do Sul            | 65.90 m | 5º      |                  |